# Colin Hodgkinson
Colin Hodgkinson (Peterborough, 14 oktober 1945) is een Britse bassist.

## Carrière
Hodgkinson begon zijn carrière als professioneel muzikant in 1966. In 1969 speelde hij in de band van Alexis Korner, die het legendarische concert van The Rolling Stones in het Londense Hyde Park opende. In 1970 verscheen het album Both Sides onder de bandnaam New Church. In 1971 formeerde Hodgkinson met Ron Aspery (keyboards, fluit, saxofoon) en Tony Hicks (drums) de jazzrock-formatie Back Door. Hun debuutalbum was in 1972 een verrassend succes. In 1974 gingen ze met Emerson, Lake & Palmer op een wereldtournee. Na enkele mutaties werd de band in 1977 ontbonden.
In 1979 speelde Hodgkinson weer bij Alexis Korner. Beiden traden ook op als het duo Alexis en Colin. Een optreden in 1980 in Parijs werd live opgenomen en verscheen later op verschillende albums. Gelijktijdig speelde Hodgkinson ook in de band van Jan Hammer en is hij te horen op het album Hammer (1979). In 1981/1982 kwamen twee albums uit onder de naam Schon & Hammer. De band bestond uit Colin Hodgkinson (basgitaar), Jan Hammer (keyboards) en Neal Schon (gitaar).
Aanvang jaren 1980 speelde Hodgkinson af en toe bij Rocket 88, een door Charlie Watts samengestelde superband, en bij Olympic Rock & Blues Circus van Pete York. In 1982 ging hij met Jan Hammer op tournee en begon te spelen bij Whitesnake.
Sinds 1986 treedt Hodgkinson op met Frank Diez (gitaar) als Electric Blues Duo. Als dusdanig produceerden ze tot dusver zeven albums en gaven meer dan 1300 concerten in binnen- en buitenland. In deze periode waren er ook meermaals kortstondige oplevingen van The Spencer Davis Group met Hodgkinson, een trio met Hodgkinson, Pete York, Brian Auger en een nieuwe editie van Back Door. In 1986 was Hodgkinson met Chris Farlowe op tournee, in 1987 met Konstantin Wecker en in 1988 met Pete York.
Tijdens de jaren 1990 speelde Hodgkinson meermaals in de band van Peter Maffay, had hij een project ter ere van Peter Green (Green and Blues), vormde hij met Miller Anderson en Tony Hicks een trio, speelde hij in de Gemini Band van Jon Lord en in de Hell Blues Band met Bernie Marsden. Hodgkinson was van 2006 tot 2013 lid van de band The British Blues Quintet met Maggie Bell, Zoot Money, Frank Diez en Colin Allen, waarmee hij in november 2007 het album Live in Glasgow opnam. In februari 2008 toerde hij met Chris Rea en zijn Band-Earbook-Project The Return of the Fabulous Hofner Bluenotes. Vanaf 2011 was hij lid van het Jon Lord Blues Project. In december 2013 verving hij Leo Lyons bij Ten Years After.

## Discografie
Hieronder een samenvatting uit het omvangrijke repertoire (naar eigen opgave ongeveer 150 geluidsdragers en producties:
Back Door
- 1972: Back Door
- 1971: 8th Street Nites
- 1975: Another Fine Mess
- 1976: Activate
- 2003: Askin' the way

Alexis Korner
- 1970: Both Sides
- 1971: Alexis Korner
- 1972: Bootleg
- 1974: Alexis Korner
- 1975: Meets Jack Daniels
- 1975: Get Off of My Cloud
- 1978: Just Easy
- 1979: The Party Album
- 1984: Juvenile Delinquent
- 2000: Testament (rec. live 1980, Paris)

Jan Hammer
- 1979: Hammer

Jan Hammer and Neal Schon
- 1981: Untold Passion
- 1982: Here to Stay

Cozy Powell
- 1983: Octopuss

Whitesnake
- 1984: Slide It In (UK release)

Spencer Davis
- 1984: Live Together (Waldkirch)

Mick Jagger
- 1985: She's the Boss

Konstantin Wecker
- 1986: Wieder dohoam
- 1987: Wecker & Die Band - Live
- 1988: Ganz schön Wecker

Peter Maffay
- 1990: Leipzig
- 1991: 38317

Miller Anderson
- 1997: Celtic Moon

Solo
- 1998: Bottom Line

Electric Blues Duo (met Frank Diez)
- 1986: Bitch
- 1989: Make Mine a Double
- 1992: Live (met de bigband van de Hessischer Rundfunk)
- 1995: Out on the Highway
- 1997: Lucky at Cards
- 2006: The last fair Deal – 20 years Electric Blues Duo
- 2010: LIVE! L'Inoui Luxembourg

Frank Diez
- 2000: Stranded on Fantasy Island

Paul Vincent u. a.
- 2000: Rockin’ Bach

The British Blues Quintet
- 2007: Live in Glasgow

Colin Hodgkinson Group
- 2008: Backdoor Too!

Chris Rea
- 2008: The Return of the Fabulous Hofner Bluenotes

Jon Lord Blues Project
- 2011: Live

- Gemeinsame Normdatei: 134407504
- International Standard Name Identifier: 0000 0000 5546 6765
- Library of Congress Control Number: no98027537
- MusicBrainz: e21a5452-bf93-435e-a8c3-583d55924c3b
- Virtual International Authority File: 24213376
- WorldCat: E39PBJmxTRyhbcGhGXjWKWyWXd